# Membrana de Werner
Membrana de Werner é uma representação simbólica das aferições sentimentais e conceituais concernentes à maldade e à bondade. Este modelo segue a visão humana de Nietzsche referente ao homem como dominado por sua vontade de potência e segue a análise freudiana de que o homem, portador de um inconsciente, é muito fruto do instinto de autopreservação.
Este modelo simbólico procura explicar como podem existir seres humanos, constituídos todos de mesma essência, com tão diferentes graus de bondade. Procura entender psicanaliticamente qual a principal diferença entre uma alma voltada ao bem (uma religiosa benemérita, como Madre Teresa de Calcutá) e uma alma voltada ao mal (um psicopata homicida, como Charles Manson).

## Análise da Membrana de Werner
A Membrana de Werner representa as conexões que se estabelecem com as outras pessoas. Ao amarmos alguém, estabelecemos uma forte conexão com esta pessoa. Esta conexão nos torna vulneráveis em relação a ela, pois ela pode nos magoar mais facilmente. Isto é representado com a pessoa pegando o "laço" da conexão afetiva de ambos e fazendo reverberações que machuquem a outra pessoa.
Como amamos muita gente, estamos conectados com muitos laços, cada um nos conectando com apenas uma pessoa. Porém, quando fazemos questão que mesmo desconhecidos gostem de nós ou sejam simpáticos conosco, criamos laços com eles também. Entenda que este último laço não vem de uma afeição concreta, e sim de uma expectativa. Da mesma forma, estes desconhecidos pode reverberar tais laços contra nossas faces.
Foi dado o nome Membrana de Werner, pois são tantos os laços os quais nos conectam que acabam por formar uma película, ou uma membrana.

## Níveis ou Intensidades da Membrana
1. Grau 1 – Membrana Plúmbica (CM) – Emaranhado das pessoas que amam exageradamente e esperam constante amor e afeto dos desconhecidos.
2. Grau 2 – Membrana Densa (DM) - Emaranhado das pessoas que amam muito e esperam simpatia e afeto dos desconhecidos.
3. Grau 3 – Membrana Viscosa (VM) – Emaranhado das pessoas as quais se dão liberdade para amar, porém com moderação. Não demonstram grandes tendências a guardar mágoas.
4. Grau 4 – Membrana Porosa (PM) – Considerada a ideal. É o emaranhado das pessoas que selecionam quem fará parte da sua vida. As pessoas não selecionadas dificilmente atingem verbalmente as primeiras.
5. Grau 5 – Membrana Fluida (FM) – Emaranhado das pessoas antissociais.
6. Grau 6 – Cordas (CS) – Emaranhado das pessoas seletivas em demasia.

Obs. Geralmente a "membrana" de cada pessoa é uma mistura de diferentes graus.

## A Membrana de Werner e a Maldade
Há de se ressaltar que quando reverberamos o laço da conexão com outra pessoa, este laço também reverbera na gente. Portanto, quando se possui membranas do tipo CM, DM ou VM, é perigoso até agir com maldade com pessoas pouco próximas porque seremos atingidos. Neste caso, o instinto de autopreservação bloquearia nossa maldade.
Porém, se tivermos membranas como LG, onde a maioria das pessoas está desconstituída de qualquer conexão de afeto conosco, levando em consideração até o afeto por pertencer a nossa mesma espécie, não terá porque não fazer qualquer tipo de maldade com essa pessoa, pois não haverá nenhuma reverberação conosco.

## A Membrana de Werner e a Psicopatia
O instinto de inseparabilidade com a sociedade, que denota a nossa dependência instintual com outros humanos, reforça que não se pode atacar uma pessoa que consideramos inserida em nossa sociedade, pois isto nos fere.
Quando se dilui a relação dessa pessoa com a sua sociedade, relevando que a existência dela em nada afetará o amor de seus próximos para contigo, ela se torna vulgar a seus caprichos. Desta visão, nasce a psicopatia.
Ressaltam-se, aqui, dois pontos:
1. A explicação de muitos psicopatas parecerem normais;
2. A importância do caráter ameaçador das leis nacionais, que procuram por meio de medo impor respeito a elas.